# Bomis calcuttaensis
Bomis calcuttaensis is een spinnensoort uit de familie krabspinnen (Thomisidae).
Het dier behoort tot het geslacht Bomis. De wetenschappelijke naam van de soort werd in 1981 gepubliceerd door Bijan Kumar Biswas & Subhash Chandra Majumder.